# Kokopa
Kokopa (ang. Cocopah), Kokopani – plemię Indian Ameryki Północnej zamieszkujące pierwotnie okolice ujścia rzeki Kolorado. Dzisiaj część Kokopan mieszka w północno-zachodnim Meksyku, część w rezerwacie w pobliżu Somerton w Arizonie. Nazwa wywodzi się z określenia kwi-ka-pah w języku Mohawów; oni sami siebie nazywali Xawil Kunyavaei – „ci, co żyją nad rzeką”.
W przeszłości liczebność Kokopan obliczano na około 5000. W roku 1993 we wspomnianym rezerwacie w Arizonie mieszkało ich 712, nie licząc około 200 zamieszkujących w kalifornijskich miejscowościach Sonora i Baja California. Język Kokopan należy do siouańskiej grupy językowej.

## Historia
Kokopanie w ciągu pierwszego tysiąclecia n.e. migrowali z północy. W połowie XVI wieku Mohawowie i inne plemiona zmusiły ich do osiedlenia się w ujściu Kolorado, gdzie zajęli znaczne obszary uprawne zasilane dorocznymi wylewami rzeki. Od samego początku bytowania w tym rejonie spotykali się z hiszpańskimi wędrowcami i żołnierzami, ale nie ponieśli żadnego większego uszczerbku dopóki Amerykanie nie zaczęli budowy tam na rzece Kolorado, co zastopowało wiosenne wylewy.
Zawarty w roku 1853 tzw. Traktat z Gadsden rozdzielił klany Kokopan. Dwa zostały w Meksyku, dwa odeszły na północ, do rezerwatu. W połowie XIX wieku Kokopanie zajęli się pracą na rzece – byli pilotami i przewoźnikami wzdłuż Kolorado, ale dochody ustały gwałtownie, gdy w roku 1877 ruszyła linia kolejowa do Yumy. W roku 1905 nieprzewidziana zmiana biegu Kolorado i powstanie tzw. Salton Sea zmusiła Kokopan do jeszcze jednej migracji. Niemający nigdy silnych religijnych ani politycznych korzeni zaczęli popadać w apatię i nędzę. Na szczęście, głównie dzięki Frankowi Tehannie, w roku 1917 powstał nowy rezerwat, gdzie osiedli się wraz z nielicznymi Keczanami (ich dawnymi wrogami) i Pi-Poszami.
Rząd USA zapomniał o nich na długie 60 lat. Pod koniec lat 40. XX w. zaledwie około 70 Kokopan wegetowało w rezerwacie. W latach 60. plemię zdołało się jednak zorganizować na nowo, pobudować nowe domy, podłączyć elektryczność. W latach 70. i 80. nastąpił wyraźny rozwój rzemiosła artystycznego i wytwórstwa z myślą o turystach.